# ツァイトシュリフト・フュア・フィジーク
『ツァイトシュリフト・フュア・フィジーク』（Zeitschrift für Physik）は、1997年までドイツ物理学会によりシュプリンガー・フェアラークから出版されていた物理学の科学学術雑誌。1920年創刊。20世紀の初めには物理学で最も権威ある雑誌の一つであり、その黄金時代は量子力学の黄金時代と重なっていた。

## 歴史
ドイツ物理学会は1845年の創立の時から Fortschritte der Physik と Verhandlungen という雑誌を出版してきた。しかし Verhandlungen は大部になりすぎたため、1919年にアインシュタイン、Goldstein、ハーバー、Jahnke、Scheel、Westphalから成る委員会は新雑誌『ツァイトシュリフト・フュア・フィジーク』の創刊を決定した。その翌年に出版が開始され、1920年代にはハイゼンベルク、パウリ、ボルン、ヨルダンらによる量子力学の革新的な論文が掲載された。1975年に Physics of Condensed Matter と統合され、その後、専門分野ごとに4つの雑誌に分かれた。1998年1月にフランスの Journal de Physique と統合され、後継雑誌として European Physical Journal が創刊された。